# 施主支給
施主支給（せしゅしきゅう）は、新築やリフォームなど、住宅設備を必要とする場面において、施主が工事業者に対して、住宅設備などを提供する事である。施主が自ら工事業者に対して住宅設備を提供するため、通常の工事よりも安くなる場合があるメリットがある。反面、対応がしっかりしていない業者である場合、売り切りの形となってしまうため、実際の大きさや排水管の位置などによって、対応していない住宅設備を誤って購入してしまうというリスクが発生する。また、トラブルも発生する可能性もある。この為、施主は十分な知識を必要とされる。